# 公职人员财产申报制度
公职人员财产申报制度是指要求特定范围内的公职人员按法律规定，在任期开始、任期中及离职时定期申报个人及家庭成员（如配偶和未成年子女）的财产及收入状况。此制度旨在通过信息透明化和监督机制，防范公职人员利用职权非法敛财或滋生腐败。

各国针对公职人员的财产申报制度各有特色，主要体现在申报范围、公开程度、监督机制和惩罚措施等方面。

## 各国申报制度

### 英国
英国的公职人员财产申报制度注重利益冲突的管理，核心在于通过透明化和严格的监管机制，防范公职人员利用职权谋取私利。其制度特点与其他国家有所不同，更侧重于利益声明（Declaration of Interests）和行为规范，而非全面的财产申报。

#### 制度框架
英国的公职人员财产申报制度基于以下法律法规和政策文件：
- 《大臣行为守则》（Ministerial Code）：对内阁成员的行为提出规范，包括财产和利益申报要求。
- 《议会行为守则》（Code of Conduct for Members of Parliament）：规范议会议员的利益申报与行为约束。
- 《公务员行为守则》（Civil Service Code）：规定公务员在利益冲突和财产申报方面的义务。

#### 申报范围
财产申报制度主要覆盖以下人群：
- 政府官员：包括首相、内阁部长和副部长等。
- 议会议员：上议院和下议院议员需定期申报。
- 公务员：高级公务员需申报可能涉及利益冲突的财产和活动。
- 地方官员：地方政府官员同样需申报利益冲突相关财产。

#### 申报内容
申报内容集中于与利益冲突相关的事项，而非全面的财产清单，包括：
- 财产和投资需要申报能够直接或间接影响决策的财产（如房地产、股份、信托等）。价值超过特定金额的投资需申报（通常以市场价值为准）。
- 收入来源：申报工资之外的兼职收入，包括写作、咨询或演讲所得。收入需分类列明来源和金额。
- 赠款和捐赠：议员和官员需申报所有超过一定金额的赠款或捐赠（目前为500英镑以上）。
- 利益相关活动：申报涉及商业、金融或专业领域的利益相关活动（如董事会职位、商业股权等）。
- 家属相关利益：申报配偶、伴侣或子女的商业利益和投资（特别是可能影响公职行为的部分）。

#### 公开方式
- 议员和大臣的利益申报登记：下议院和上议院设有利益登记册（Register of Interests），定期更新议员和官员申报的信息。申报信息向公众公开，可通过议会网站查询。
- 内阁大臣的财产和利益公开：内阁秘书处每年发布报告，披露内阁成员申报的财产和利益信息。大臣需对潜在的利益冲突进行声明并采取措施避免。
- 公务员和地方官员：高级公务员的申报内容一般不向公众公开，但接受独立监督机构审查。

#### 监督机制
英国的财产申报制度强调独立性和多层级监督，关键机构包括：
- 议会专员：负责审查议员的利益申报是否符合规定。对申报遗漏或虚假信息进行调查，并提出纪律处分建议。
- 独立顾问：为内阁大臣和部长提供咨询，确保申报符合《大臣行为守则》。负责审核利益冲突声明。
- 地方政府伦理标准委员会：负责监督地方政府官员的财产申报与利益冲突管理。
- 公众监督：申报信息向公众公开后，允许媒体和公民团体对官员的财产和利益进行审查。

#### 惩罚措施
若公职人员未履行申报义务或存在隐瞒行为，可能面临以下处罚：
- 议员处分：包括警告、公开道歉、暂停议会职务甚至剥夺议员资格。
- 行政处罚：针对政府官员的纪律处分可能包括警告、降级或辞职。
- 刑事责任：如果隐瞒行为涉及非法所得或贪污行为，可能被移送司法机关处理。

### 美国
美国的公职人员财产申报制度是全球最早实施的财产公开制度之一，其体系较为成熟且覆盖范围广泛。

#### 法律基础
- 《道德改革法案》（Ethics in Government Act of 1978）：该法案在水门事件后通过，旨在加强政府透明度和防止腐败。
- 《道德行为准则》（Code of Ethics for Government Service）：为公职人员设定行为标准。

#### 申报范围
包括联邦政府的高级官员，如总统、副总统、内阁成员、联邦法官以及部分国会工作人员。

适用于所有联邦层面官员以及某些州政府高级公务员。

#### 申报内容
包括收入来源及金额、房产、不动产、投资、银行存款、债务、配偶和未成年子女的财产。

涉及可能引发利益冲突的经济活动，如股票交易、金融投资等。

#### 公开程度
高级官员的财产信息需向公众公开，任何公民都可以查阅。

中低级官员的财产申报为秘密文件，仅供政府机构和相关监督部门使用。

#### 监督机制
由政府道德办公室（Office of Government Ethics）负责监督，向总统和国会汇报。

申报内容审核严格，要求确保无利益冲突。

#### 惩罚措施
虚报、漏报或拒绝申报者可能面临经济处罚。

情节严重者将被追究刑事责任，最高可判处5年监禁。

### 
韩国的公务员财产申报制度以《公职人员伦理法》（Public Service Ethics Act）为核心，制度较为严格且覆盖广泛。

#### 申报范围
涉及总统、总理、国务委员、议会议员、4级以上公务员、检察官、法官、校长级别军官等。

公务员人数众多，约占总人口的0.2%。

#### 申报内容
涉及本人及直系亲属的财产，包括不动产、动产、银行存款、债务、股票、收藏品等。

需明确列明财产来源。

#### 公开程度
总统及高级官员的财产申报需公开，普通公众可查阅。

中低级公务员的财产信息则为内部文件，供相关部门监督。

#### 监督机制
韩国设有伦理委员会（Ethics Committee），专门负责审查财产申报的真实性和合理性。

每年开展抽查和定期审查，若发现异常，将进一步调查。

#### 惩罚措施
漏报、瞒报或非法获利的公务员可能面临纪律处分、解职。

严重违法者将被移送司法机关，追究刑事责任。

### 法國
法国的公务员财产申报制度以《政治生活资金透明法》为基础，覆盖高级公职人员。

#### 申报范围
包括总统、总理、部长、议会议员、地方高级行政官员。

涉及范围较窄，仅限高级公职人员。

#### 申报内容
需申报本人的所有财产，包括不动产、股票、银行存款、债务等。

配偶和未成年子女的财产无需公开申报，但可附加说明。

#### 公开程度
总统和高级部长的财产信息向公众公开。

其他公务员的财产申报仅供政治生活透明委员会内部使用，未经授权不得外泄。

#### 监督机制
政治生活透明委员会负责监督公务员财产申报，并审查其真实性。

机构独立性较高，直接向总统和议会负责。

#### 惩罚措施
虚假申报或拒绝申报者可被判处监禁和罚款。

泄露未公开财产信息的行为也会受到严惩，最高可判1年监禁并罚款4.5万欧元。

### 德国
德国公务员财产申报制度主要针对议员的兼职收入，而非全面的财产申报。

#### 申报范围
涉及联邦议员及州议员，但不包括普通公务员。

申报重点是兼职收入及可能引发利益冲突的活动。

#### 申报内容
议员需申报兼职收入，分为三档：每月1000-3500欧元、3500-7000欧元和7000欧元以上。

对房产和股票等资产未做强制申报。

#### 公开程度
兼职收入申报信息需向社会公开，联邦议会管理局统一在官方网站发布。

#### 监督机制
联邦议会管理局负责审核议员提交的申报内容。

若发现违规行为，将采取相应措施纠正。

#### 惩罚措施
未如实申报兼职收入者将被处以罚款。
严重者可能面临议会纪律处分甚至辞职。

### 新加坡
新加坡公务员财产申报制度是全球较为严格的制度之一。

#### 申报范围
所有公务员均需申报，特别是部长级以上官员。

涉及军队、警察等其他公共服务部门高级职位人员。

#### 申报内容
包括不动产、股票、银行存款、投资、债务等。

涉及配偶及直系亲属的财产信息。

#### 公开程度
财产申报记录通常为内部保密文件，仅供反腐败调查机构使用。

#### 监督机制
反腐败调查局（Corrupt Practices Investigation Bureau，CPIB）负责监督。

设有强大的内部审查机制，确保信息真实可靠。

#### 惩罚措施
虚报、漏报或拒绝申报将受到严惩，轻则纪律处分，重则追究刑事责任。

贪腐案件一旦确认，通常伴随财产没收。

### 俄羅斯

#### 法律基础
俄罗斯公职人员财产申报制度的建立和实施依据以下法律和法规：
- 《反腐败法》（2008年）：为公职人员财产申报提供法律依据。
- 《俄罗斯联邦公职人员法》：明确规定公职人员的责任和义务。

#### 申报范围
俄罗斯的财产申报制度覆盖范围较广，包括以下人员：
- 国家高级官员：总统、国家杜马（下议院）和联邦委员会（上议院）议员、部长及其他联邦政府高级官员。
- 地方公务员：地方政府官员、地区议会议员。地方执法和行政部门的领导人。
- 司法系统人员：联邦法官、检察官、调查委员会成员。
- 国有企业和机构负责人：国家控股公司的高级管理层、公共服务领域的高级人员。
- 家属范围：配偶和未成年子女的财产也需要申报。

#### 申报内容
申报内容涵盖财产、收入、支出和经济活动，具体包括以下几部分：
- 财产：不动产、动产、金融资产。
- 收入：公职人员的工资及其他合法收入来源。投资收益（如股息、利息收入）。出版、演讲等额外收入。
- 支出：价值超过申报人三年收入总和的大额支出，需特别说明资金来源。
- 债务：包括贷款、信用卡债务、未偿还款项等。
- 家属财产：配偶和未成年子女名下的所有财产，包括房产、收入、存款等。

#### 申报方式
- 申报流程：每年进行一次定期申报，通常需在次年4月1日前提交上一年度的财产申报表。公职人员需填写标准化的申报表，明确列明财产细项、来源及变化。
- 任期特殊申报：新上任的公职人员需在任职30天内提交首次财产申报。离任时需提交最后一次财产申报。
- 特殊申报要求：涉及大额交易（如购置房产、汽车等）需在交易完成后30天内向有关部门单独申报。

#### 信息公开
俄罗斯对公职人员财产申报的信息公开程度存在一定限制：
- 公开范围：高级官员（如总统、议员、部长）的财产信息需向公众公开，可通过政府官方网站查询。中低级官员的财产申报信息仅供内部监督机构审查，不向社会公开。
- 隐私保护：公布的信息会屏蔽敏感数据（如家庭住址、银行账户详细信息）。

#### 监督机制
俄罗斯在公职人员财产申报的监督上投入了较多资源，形成了多层级的监督体系：
- 核查机构：总统反腐委员会、联邦税务局、国家反腐败委员会、地方政府监察部门。
- 核查重点：财产来源的合法性。申报信息的完整性和真实性。公职人员及其家属与特定经济活动之间的利益关联。
- 社会监督：媒体和公众可查阅公开的高级官员财产信息，发现问题后可以举报。

#### 惩罚措施
- 行政处罚：未按规定申报或延迟申报，可能被罚款或降职处理。虚报或隐瞒财产，轻则行政警告，重则解职。
- 刑事责任：申报不实、漏报且涉及腐败行为者，将被追究刑事责任。若财产来源无法证明合法性，可能面临没收财产、判刑等后果。
- 解职或禁止任职：被确认虚假申报或隐瞒资产的公务员，可能被解职。严重违规者将被禁止在公共部门工作。

### 臺灣

#### 法律基础
- 《公职人员财产申报法》（1993年公布）：规范公职人员的财产申报行为。
- 《政治獻金法》（2004年公布）：规范政治人物和公职候选人的收入来源，间接加强财产申报的透明度。

#### 申报范围
- 高级公职人员：总统、副总统。各级民意代表（立法院、地方议会）。各级政府首长（行政院长、县市长）。政府各部会的政务官。
- 司法机关人员：法官、检察官。
- 军警高级官员：将级军官、警察高级领导。
- 特定机构管理人员：国营企业、银行和其他公营事业的高级管理层。
- 申报延伸：公职人员的配偶、未成年子女的财产也需一并申报。

#### 申报内容
- 动产和不动产：房屋、土地、汽车等资产。
- 金融资产：银行存款、股票、债券、基金等。
- 债务：包括贷款、信用卡未偿债务。
- 重要收入：工资收入、兼职收入、租金收入等。
- 其他财产：贵重物品（如珠宝、艺术品）。
- 特殊申报：大额交易：购置价值超过50万元新台币的资产需特别说明来源。财产变动：财产增加或减少显著时，需单独申报。

#### 申报时间与方式
- 上任申报：公职人员在就职3个月内需首次申报。
- 年度申报：每年定期申报一次，通常为次年的1月到2月期间。
- 离任申报：在离职3个月内需提交最后一次申报。

#### 信息公开
- 信息公开：部分公职人员（如总统、副总统、立法委员）的财产申报信息向社会公开。民众可通过监察院官方网站查询公开信息。
- 信息保护：对中低级公务员的财产申报信息予以保密，仅供监察院和调查机关查阅。

#### 监督机制
- 核查机构：监察院、法务部廉政署。
- 审查重点：财产来源的合法性。是否存在未申报、漏报或虚报的情况。是否涉及利益冲突。
- 举报机制：民众可以举报财产申报中的虚假信息。举报内容经查证属实的，将依法追究申报人的责任。

#### 惩罚措施
台湾对违反财产申报制度的行为设置了明确的处罚措施：
- 未按时申报或拒绝申报：处以罚款，金额从10万元到50万元新台币不等。
- 虚假申报或隐瞒财产：轻则罚款，重则移交司法机关处理。情节严重者，可能被判处1至5年有期徒刑。
- 利益冲突：若发现利用职权谋取私利，除财产没收外，还将依法惩处。

### 中國
中国的财产申报制度起步较晚，並屬於黨內通報，而非公開通報，而目前中国尚未全面建立强制性的全国统一的公职人员财产申报制度。

#### 主要依据的法律法规
- 《中华人民共和国公务员法》（2005年施行）：规定公务员应依法接受监督，报告个人有关事项。
- 《中国共产党纪律处分条例》：对党员干部的廉洁从政行为进行约束，要求如实报告个人及家庭重大事项。
- 《领导干部报告个人有关事项规定》（2010年试行，2017年修订）：具体规定了领导干部申报家庭财产和收入的要求。

#### 申报范围
目前中国公职人员财产申报的对象主要集中在领导干部群体。具体包括：
- 党政领导干部：各级党政机关的领导干部，包括中央、省、市、县级领导班子成员。
- 国有企事业单位负责人：包括国有企业领导层以及公共事业单位的主要负责人。
- 司法机关干部：包括法官、检察官等关键岗位人员。
- 其他特定岗位人员：例如重要监管部门、税务、海关等部门的高级管理人员。

#### 申报内容
根据现行规定，公职人员财产申报的内容涵盖较为广泛的个人及家庭财产信息，具体包括：
- 财产类别：不动产、动产、金融资产、负债信息。
- 收入与消费：工资、奖金、分红、稿费、投资收益等。购置高价值商品或服务（如购车、奢侈品消费）。
- 家庭成员财产：配偶和未成年子女的财产需一并申报，包括收入、投资和重要支出。
- 重大事项：申报内容需涵盖如家庭成员经商办企业、移居国外、接受重大礼品等情况。

#### 申报时间与流程
- 定期申报：每年需申报一次，通常在年初进行。
- 任职申报：新提拔、调任或晋升的干部需在任职后一定时间内完成申报。
- 特殊申报：出现重大财产变动（如购置房产、出售大额资产）需单独申报。
- 申报流程：干部填写《领导干部个人有关事项报告表》，内容包括财产信息和重大事项。

报告表提交至所在单位纪检监察部门或组织人事部门存档，并接受审核。

#### 信息公开
目前，中国的公职人员财产申报信息大多仅限于内部掌握，并未全面向社会公开。具体情况如下：
- 内部使用：申报信息主要用于党内监督和组织管理。
- 特定情况公开：只有在反腐败调查或媒体曝光后，部分官员的财产信息才会被公开披露。
- 举报渠道：中央纪委、国家监委设有举报平台，公众可实名或匿名举报财产异常情况。

#### 监督与审查机制
- 监督机构：纪检监察部门、组织人事部门、审计机关。
- 核查方式：全面审查、随机抽查、重点核查。

#### 惩罚措施
- 组织处理：对漏报、瞒报或未按规定申报的干部进行约谈、警告或免职处理。
- 纪律处分：情节严重者按党纪处分条例给予党内严重警告、撤职甚至开除党籍处分。
- 法律责任：涉及违法犯罪的，移送司法机关追究法律责任。